# Gustav Rasmussen
Niels Carl Gustav Magnus Rasmussen (* 10. August 1895 in Odense, Region Syddanmark; † 13. September 1953 in Kopenhagen) war ein dänischer Diplomat und Politiker, der als einziger Parteiloser nach dem Zweiten Weltkrieg unter anderem mehrere Jahre lang Außenminister war.

## Leben

### Diplomat, Völkerrechtsexperte und Zweiter Weltkrieg
Rasmussen, Sohn eines Rechtsanwalts, begann nach dem Besuch der Katedralskole in Odense 1913 ein Studium der Rechtswissenschaften an der Universität Odense und war zusammen mit seinem Kommilitone John Christmas Møller, der zwischen 1928 und 1947 Vorsitzender der Det Konservative Folkeparti und kurzzeitig ebenfalls Außenminister war, Mitglied des Akademischen Schützenkorps (Akademisk Skyttekorps). Während des Ersten Weltkrieges war er zeitweilige Sekretär der Auslandsvertretung in Petrograd sowie zwischen 1917 und 1918 der Delegation für Kriegsgefangene in Sibirien.
Nachdem er 1921 sein Studium abgeschlossen hatte, trat er in den auswärtigen Dienst ein und wurde 1922 zunächst Bevollmächtigter des Außenministeriums sowie 1927 Geschäftsträger in der Schweiz. Während dieser Tätigkeiten befasste er sich weiterhin mit Fragen des Rechts von Kriegsgefangenen und veröffentlichte zu dieser Thematik 1931 Code des prisonniers de guerre : Commentaire de la convention du 27 juillet 1929 relative au traitement des prisonniers de guerre. Als 1930 norwegische Fischer mit dem Wohlwollen ihrer Regierung mit der Besetzung der Ostküste Grönlands begannen, so dass 1931 eine Teilung der Insel drohte, fungierte Rasmussen zwischen 1932 und 1933 als stellvertretender Rechtsvertreter der Regierung Dänemarks im Prozess vor dem Ständigen Internationalen Gerichtshof in Den Haag. 1933 gab Norwegen nach dem Schiedsspruch des Ständigen Internationalen Gerichtshofes seine Ansprüche auf Grönland endgültig zugunsten Dänemarks auf.
Anschließend wurde Rasmussen 1934 als Fachmann für Völkerrecht Legationsrat der Ständigen Vertretung beim Völkerbund und dann 1935 Bürochef des Außenministeriums, ehe er 1939 Legationsrat und Referatsleiter der Gesandtschaft im Vereinigten Königreich wurde. Hier schloss er sich der Linie des damaligen Gesandten Eduard Reventlow an, der sich Ende 1941 geweigert hatte, weiter Anweisungen aus dem deutsch besetzten Dänemark entgegenzunehmen. Daraufhin schied er aus dem auswärtigen Dienst aus und wurde im März 1942 Mitglied des Arbeitskreises des Dänischen Rates sowie 1944 Oberstleutnant sowie Leiter der Zivilabteilung der Militärmission, die nach einer Befreiung Dänemarks durch die Alliierten eingesetzt werden sollte.

### Außenminister

#### Kalter Krieg und NATO-Gründung
Nach Ende des Zweiten Weltkrieges wurde Rasmussen auf eigenen Wunsch zum Gesandten in Italien ernannt, konnte dieses Amt jedoch nicht mehr offiziell antreten, da er am 7. November 1945 als Nachfolger seines alten Studienfreundes John Christmas Møller durch Ministerpräsident Knud Kristensen als Außenminister (Udenrigsminister) in dessen Kabinett und bekleidete die Funktion des Außenministers auch in der ersten Regierung von Kristensens Nachfolger Hans Hedtoft bis zum 30. Oktober 1950. Rasmussen bekleidete damit als einziger Parteiloser nach dem Zweiten Weltkrieg dieses Ministeramt.
Während seiner Amtszeit als Außenminister bezog Dänemark zunächst keine klare Position zugunsten eines Lagers im aufkommenden Kalten Krieg, sondern lehnte sich außenpolitisch an die Positionen der Vereinten Nationen. Dabei trug auch seine Aussage, dass sich Dänemark zu der Zeit keinem Westblock anschließen wird, dazu bei, dass die Rote Armee am 6. April 1946 ihre Truppen aus dem von ihr seit Mai 1945 besetzten Bornholm abzogen. Zugleich kam es wieder zu einem Aufkommen der Grönland-Frage, in deren Verlauf der US-Außenminister James Byrnes auch den Kauf der Insel anbot, was von Rasmussen aber abgelehnt wurde. Allerdings kam es nach der Gründung der NATO am 4. April 1949 zu einer neuen außenpolitischen Ausrichtung mit der Folge, dass Grönland mit dem Vertrag vom 27. April 1951 in ein gemeinsames dänisch-amerikanisches Verteidigungsgebiet unter NATO-Regie umgewandelt wurde.
Bei den Verhandlungen zur Gründung der NATO und der Unterzeichnung des Nordatlantikvertrages am 4. April 1949 war allerdings nicht Rasmussen, sondern Ministerpräsident Hedtoft die treibende Kraft. Der Außenminister war zunächst besorgt über einen Beitritt Dänemarks und wurde von dem ehemaligen Verteidigungsminister Schwedens Per Edvin Sköld mit den Worten zitiert: „Dänemark unterzeichnet sein eigenes Todesurteil“ (‚at Danmark underskrev sin egen dødsdom‘). Nach Unterzeichnung des Vertrages stand Rasmussen jedoch loyal zum Ministerpräsidenten.

#### Südschleswig-Frage und Führungskrise
Das wichtigste und zugleich schwierigste außenpolitische Problem der frühen Nachkriegszeit war die Frage zu Südschleswig. Während sich Ministerpräsident Kristensen entgegen der parlamentarischen Mehrheit im Folketing eine aktivere Politik wünschte, lehnte Rasmussen diese Haltung ab. Daraufhin entschuldigte sich Rasmussen und erklärte, dass er durch seine Haltung in der Südschleswig-Frage nicht zur Abwahl der Regierung Kristensen bei der Folketingswahl am 28. Oktober 1947 beitragen wollte, sondern es sich dabei um seine Meinung als Parteiloser handelte. Seine Position vertrat er aber auch in der Regierung von Ministerpräsident Hedtoft, der am 13. November 1947 Nachfolger Kristensens wurde, sowie gegenüber König Frederik IX.
Der Verbleib Rasmussens als Außenminister in der Regierung führte dazu, dass die Socialdemokraterne Hedtofts nicht eigene Positionen und Politiker für das Außenministeramt sowie die damit verbundene Südschleswig-Frage aufbringen musste wie zum Beispiel Hartvig Frisch, der stattdessen Unterrichtsminister wurde. Andererseits kam es während der Amtszeit Hedtofts immer wieder zu Debatten im Folketing, in denen Rasmussen die mangelhafte Außenpolitik der Regierung Kristensen kritisierte, sich damit jedoch indirekt als zuständiger Ressortminister selbst der Kritik aussetzte.
Nachdem der einflussreiche Direktor des Ministeriums Frants Hvass 1948 zunächst Leiter der Militärmission in Berlin wurde und dann zwischen 1951 und 1966 als Botschafter in der Bundesrepublik Deutschland fungierte, kam es zu einer Personalkrise im Außenministerium, in deren Verlauf Rasmussen einen Dienstposten bei den Vereinten Nationen antreten wollte und Hedtoft sich mit der Personalfrage befassen sollte. Letztlich kam es aber zur Ernennung von Jens Rudolph Dahl, ein Jugendfreund Rasmussens und Leiter der Politisch-Juristischen Abteilung des Ministeriums, zum Nachfolger von Hvass. Allerdings wurde Dahl bereits 1950 aus gesundheitlichen Gründen vorzeitig in den Ruhestand versetzt.
Nach der Folketingswahl am 5. September 1950 schied Rasmussen als Außenminister am 30. Oktober 1950 aus der Regierung aus und übernahm den nunmehr wieder vakanten Posten des Botschafters in Italien, wenngleich er die Ernennung zum Botschafter in Frankreich anstrebte. Er verstarb nach einer Lungenoperation im Rigshospitalet in Kopenhagen.

## Veröffentlichungen
- Code des prisonniers de guerre : Commentaire de la convention du 27 juillet 1929 relative au traitement des prisonniers de guerre, 1931